# Kazaze, Štefan na Zilji
Kazaze (nemško Edling) je naselje občine Štefan na Zilji v okraju Šmohor na Koroškem v Avstriji.